# Whiplash (jeu vidéo)
Pour les articles homonymes, voir Whiplash.
Pour Whiplash, la version américaine du jeu vidéo Fatal Racing, voir Fatal Racing.
Whiplash est un jeu vidéo d'action développé par Crystal Dynamics et édité par Eidos Interactive, sorti en 2003 sur PlayStation 2 et Xbox.

## Système de jeu
Redmond le lapin et Spanx la belette sont attachés par une chaîne. Ils doivent coopérer pour s'enfuir du laboratoire de test de Genron. Le joueur contrôle Spanx et peut utiliser Redmond comme une arme.